# Scabiosa turolensis
Scabiosa turolensis är en tvåhjärtbladig växtart. Scabiosa turolensis ingår i släktet fältväddar, och familjen Dipsacaceae.

## Underarter
Arten delas in i följande underarter:
- S. t. grosii
- S. t. maroccana
- S. t. turolensis
- S. t. weyleri

## Bildgalleri

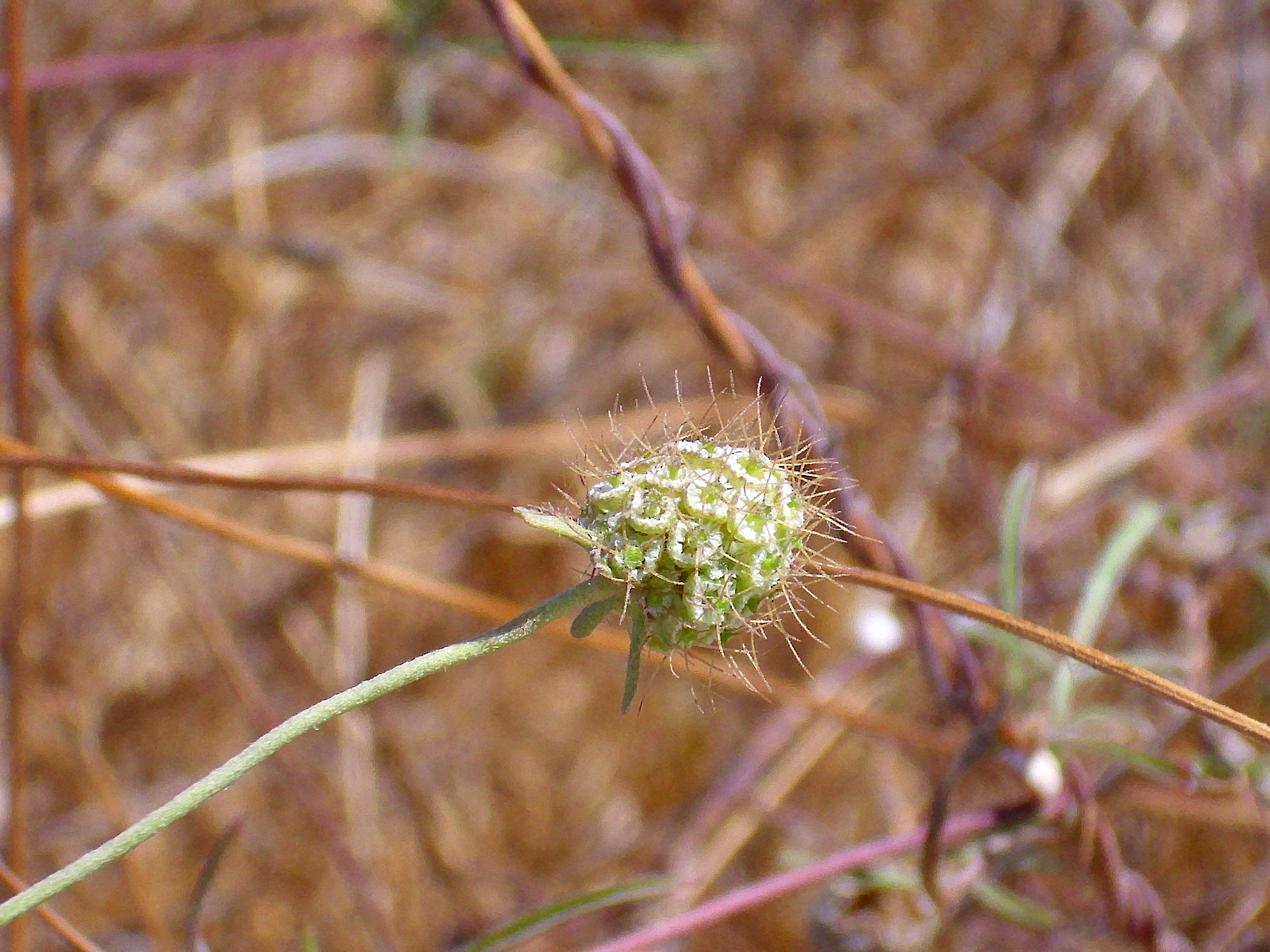
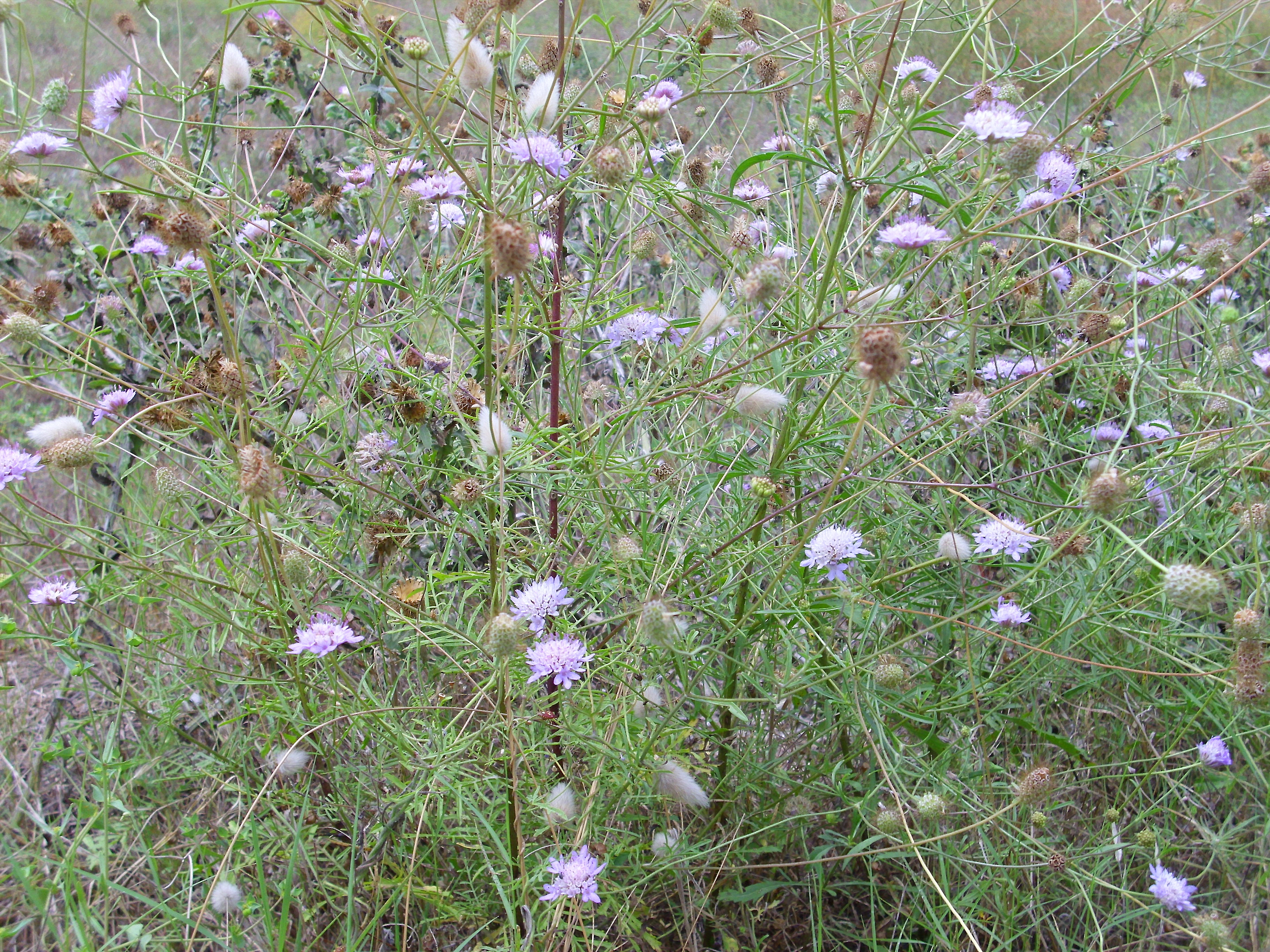
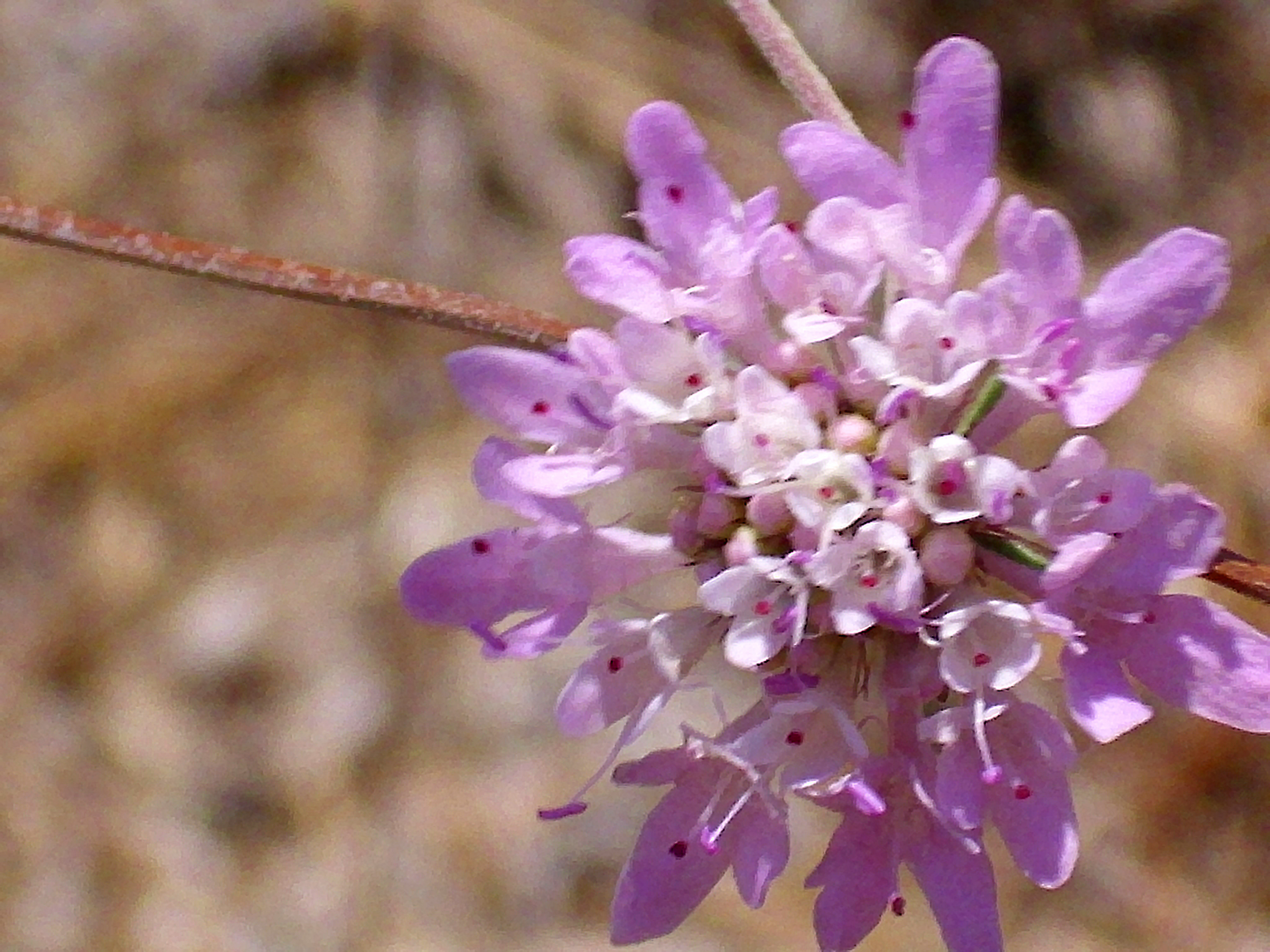
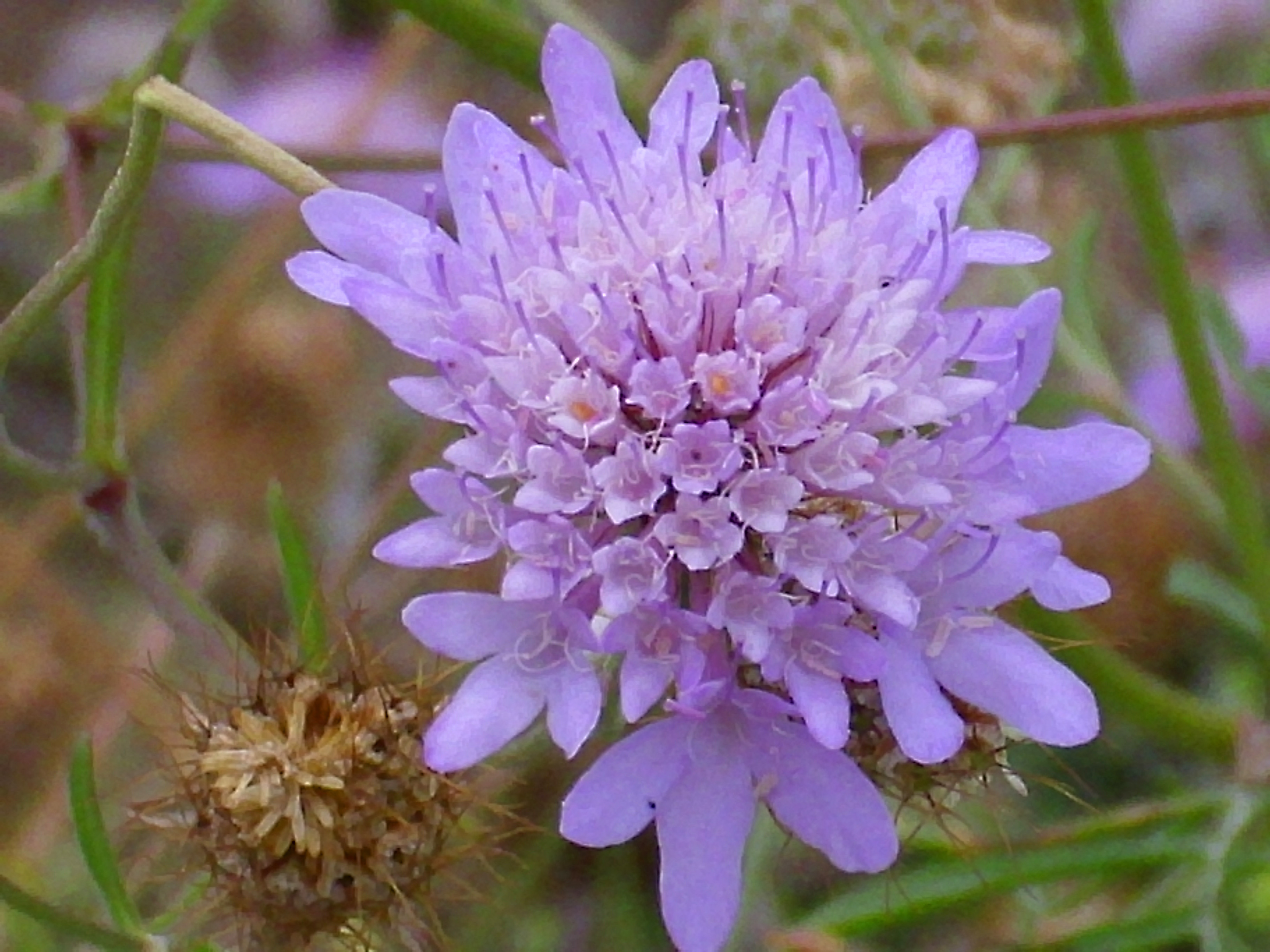
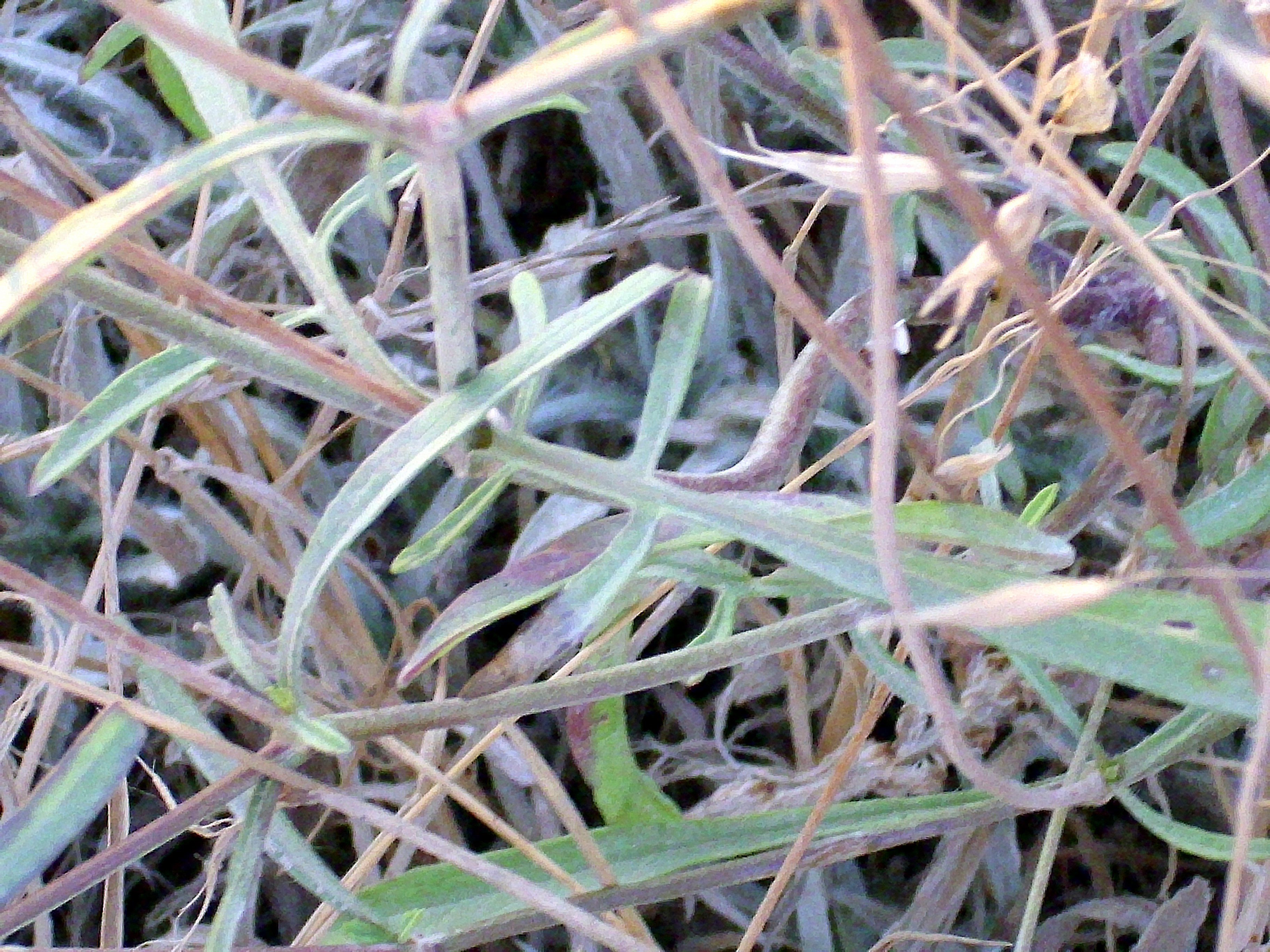